# House of the Dead 2 (filme)
House of the Dead 2 (no Brasil: House of the Dead: A Casa dos Mortos 2) é um filme americano de ação, ficção científica e terror, dirigido por Michael Hurst e lançado no Sitges Film Festival (Espanha) em 14 de outubro de 2005. É a sequência de House of the Dead (2003) e também é baseado na série de jogos eletrônicos de mesmo nome. Estreou nos Estados Unidos pelo Syfy em 11 de fevereiro de 2006.

## Sinopse
Uma crescente infecção de zumbis toma conta de um campus universitário. Para impedir que a infecção se alastre, uma equipe secreta do governo é enviada ao local para encontrar o paciente zero e encontrar o antídoto.

## Elenco
- Emmanuelle Vaugier - Alexandra 'Nightingale' Morgan
- Ed Quinn - Ellis
- Victoria Pratt - Henson
- Nadine Velazquez - Rodriguez
- Ellie Cornell - Jordan Casper
- Sticky Fingaz - Dalton
- Sid Haig - Professor Curien
- Steve Monroe - O'Conner
- Danielle Burgio - Alicia
- James Parks - Bart
- Dan Southworth - Nakagawa
- Billy Brown - Griffin
- Cam Powell - Lonny Evans
- Mircea Monroe - Sarah Curtis
- Paige Peterson - Tracy Leibowitz